# Papier marbré

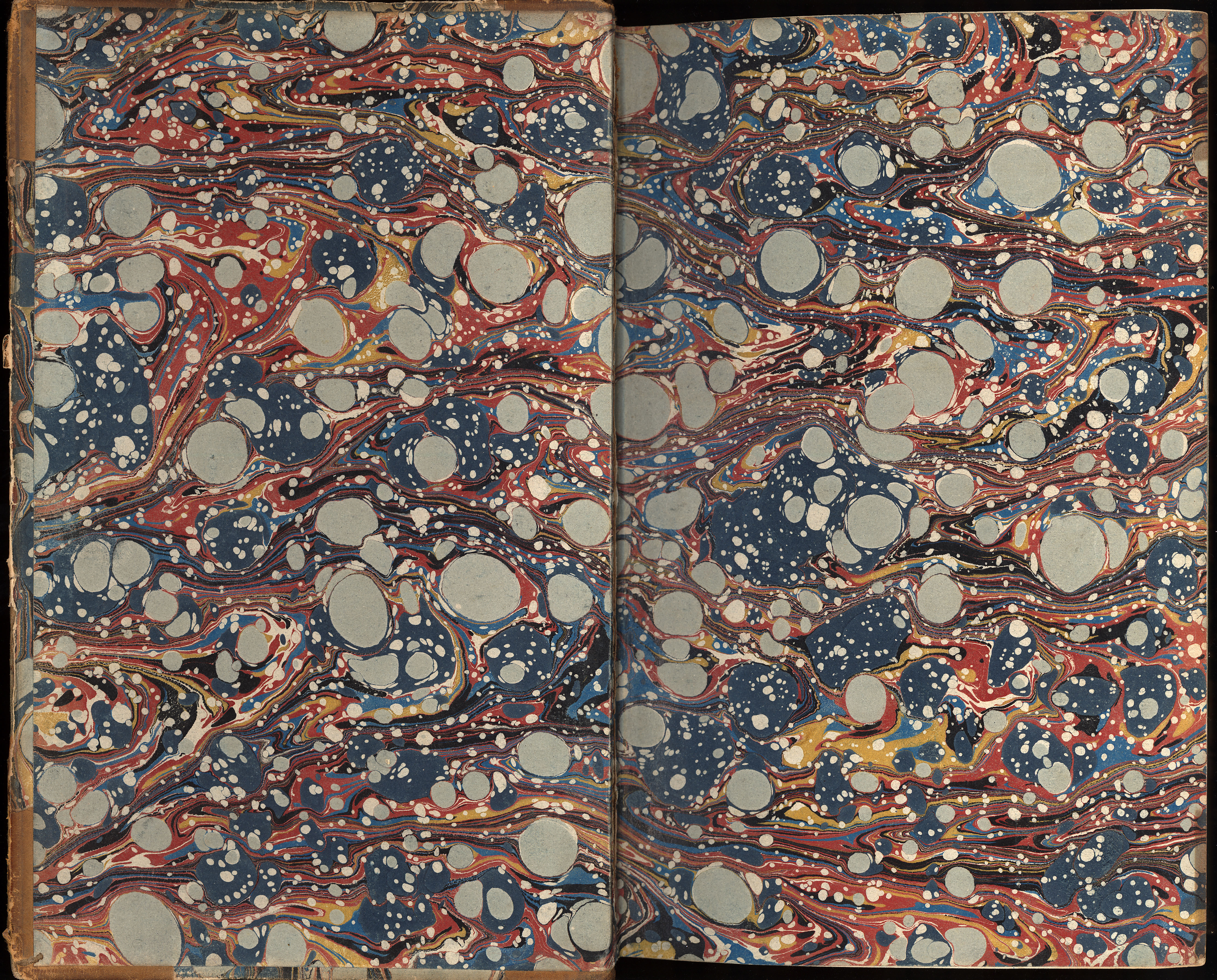
Papier marbré d'une reliure anglaise des années 1830.

Le papier marbré est un papier décoré dont les motifs imitent ceux du marbre ou d'autres roches, et qui est utilisé notamment en reliure.
Sa technique de réalisation consiste à faire flotter des pigments sur un liquide légèrement gélifié, puis à produire un motif sur l'eau, et transférer ensuite ce motif sur une feuille de papier.

## La marbrure
La marbrure est un apprêt humide sur lequel l'artiste obtient des motifs analogues à ceux du marbre ou d'autres roches. Ces motifs sont obtenus par la flottation de couleurs à la surface de l'eau, une solution gélifiante (comme de l'eau mélangée avec de la poudre d'agar-agar par exemple), et par l'application de ces couleurs suit le transfert sur la feuille qu'on y dépose (ou d'autres surfaces comme des tissus).
Ce type d'ornement a été utilisé au long des siècles pour décorer toutes sortes de surfaces. On l'utilise souvent comme support pour l'écriture d'un texte officiel ou en calligraphie, pour les affiches et pour les gardes et les plats-papier en reliure. Chaque réalisation présente un tracé différent et donne un caractère unique à l'objet qu'elle recouvre.

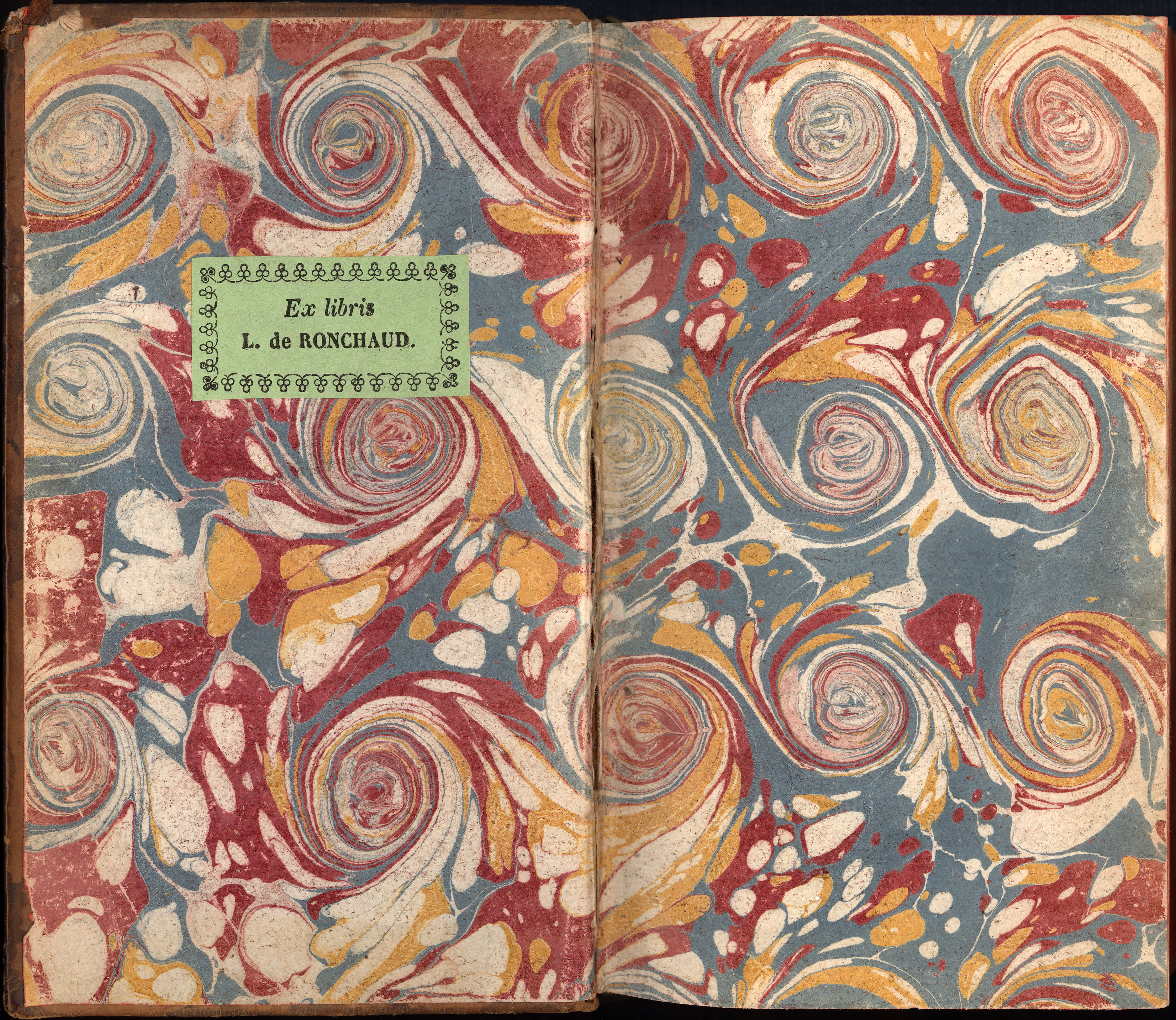
Garde et contre-garde d'un livre français de 1735.
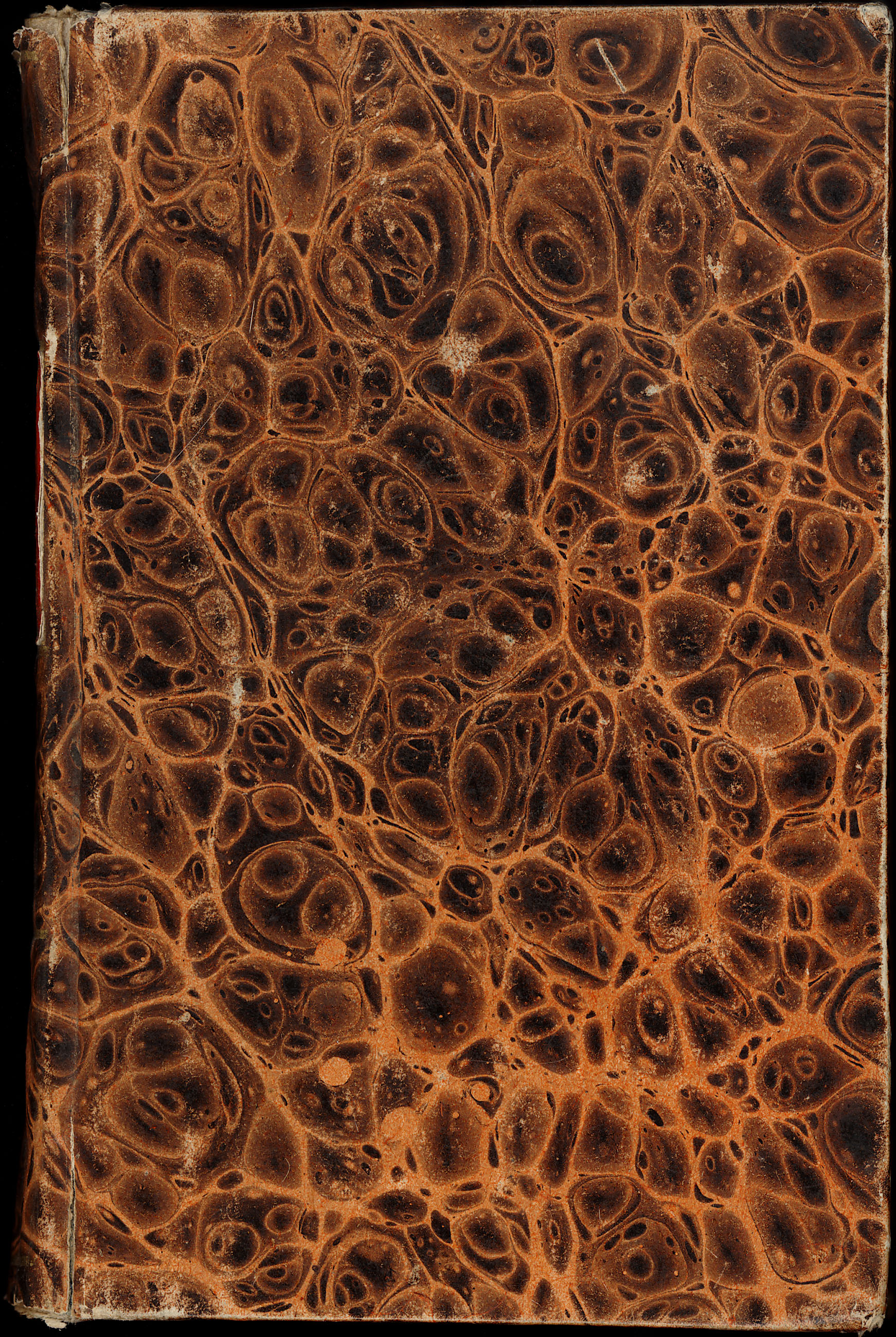
Reliure avec un papier marbré simple (France, vers 1825).
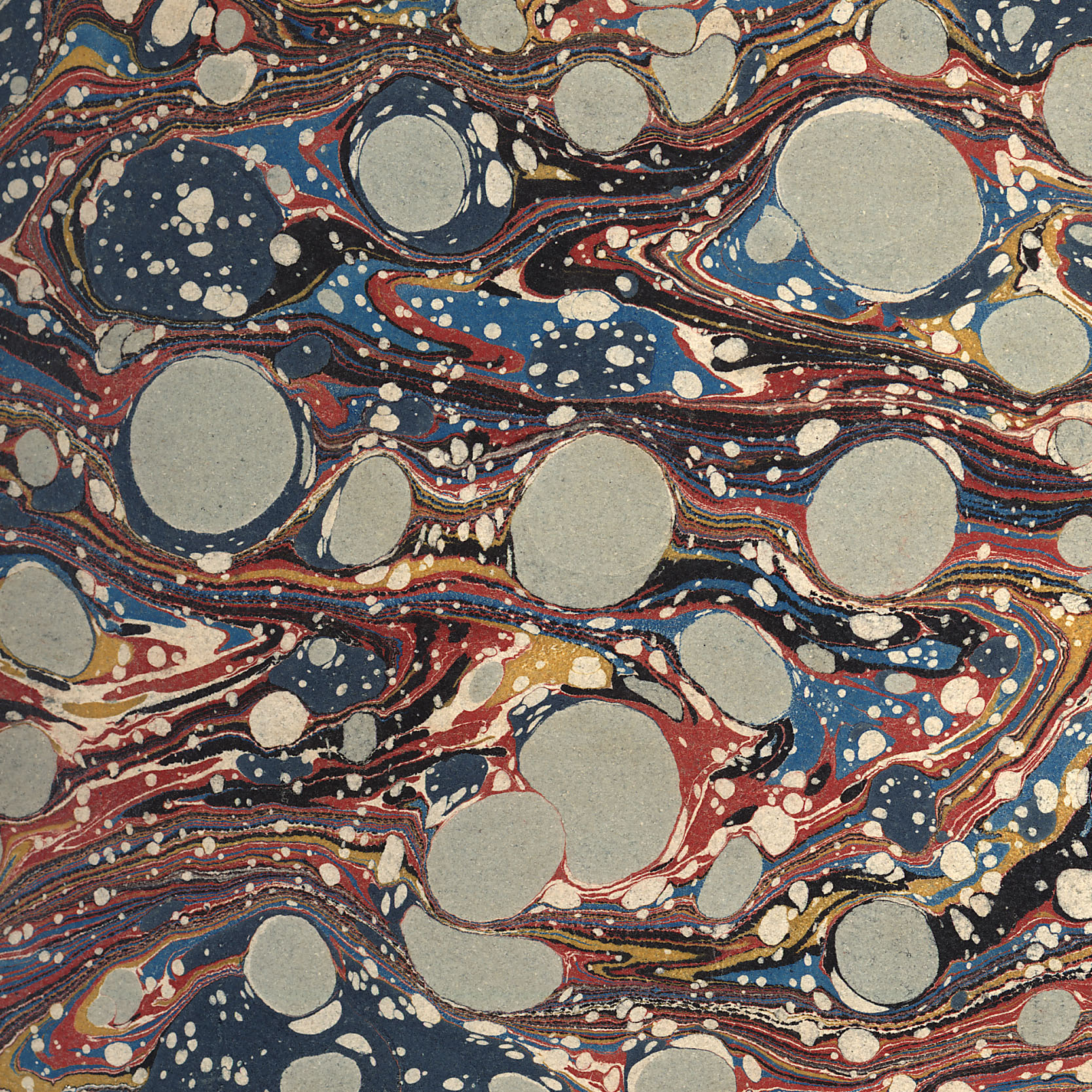
Détail d'un papier marbré dans un livre anglais (1830).
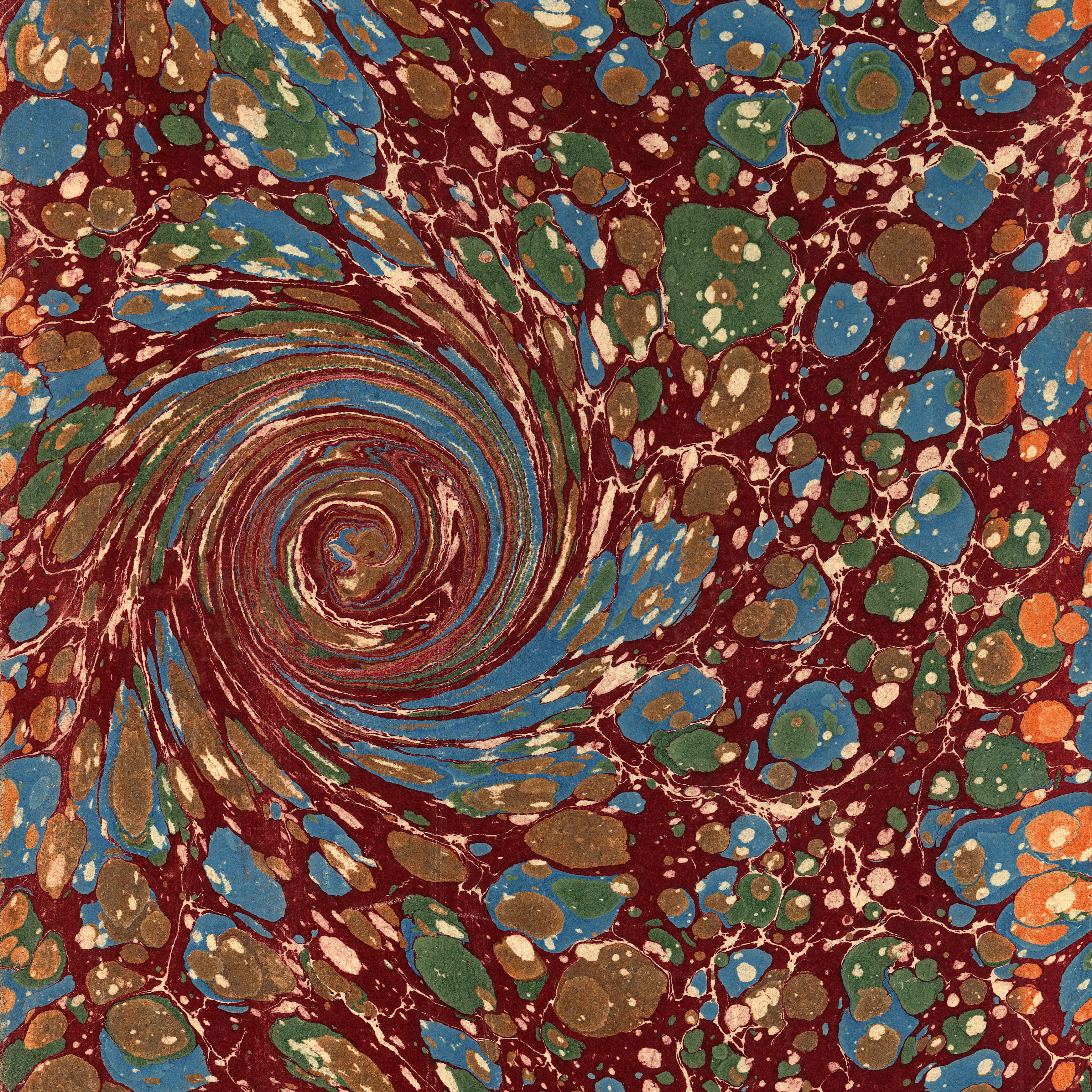
Reliure d'un livre français de 1880 (détail).

## Histoire

### Lesuminagashijaponais (XIIesiècle)

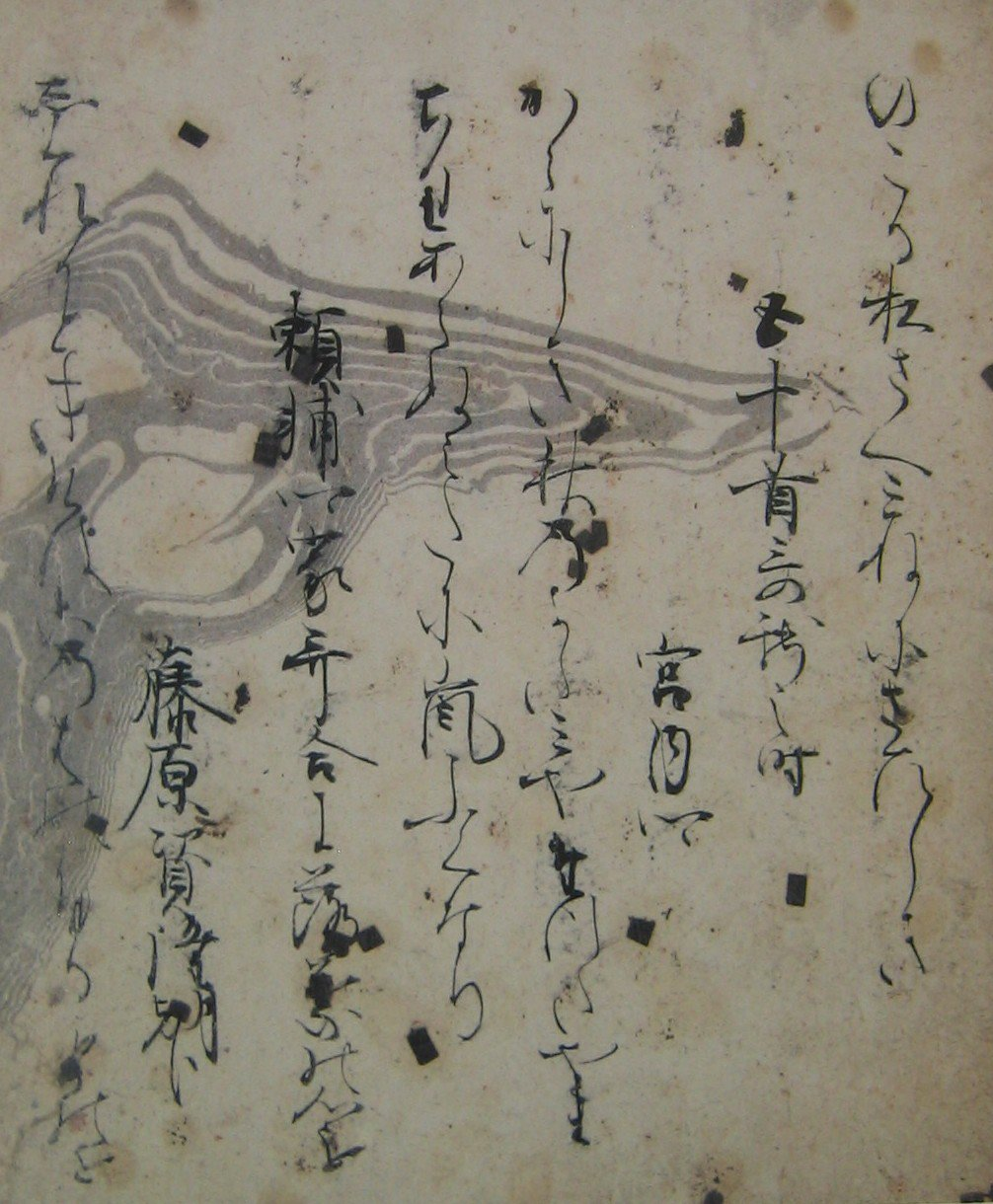
Extrait du Shin kokin wakashū caligraphié sur un suminagashi. XIIIe siècle.

Le suminagashi (sumi : « encre » ; nagashi : « qui flotte sur l’eau en mouvement ») peut être considéré comme l'ancêtre de la marbrure. Né au Japon, au XIIe siècle, il reste un art très délicat car les éléments nécessaires à sa fabrication sont très instables. Il diffère de la marbrure occidentale par trois points essentiels : le support sur lequel flottent les encres est de l'eau pure ; les couleurs sont des encres ; le papier japonais est très absorbant. L'application des couleurs sur l'eau se fait au pinceau en taches concentriques, en alternance avec l'huile. L'ensemble est ensuite dispersé par soufflage.
Au début, ce papier était surtout utilisé pour les cartes de poème, coloré de sorte que la place pour l'écriture reste prépondérante. À l'époque Édo, la marbrure tend à recouvrir toute la surface de la feuille, parfois même son verso.
Le suminagashi est aussi utilisé par les moines bouddhistes comme technique de méditation.

### Développement de l’ebruen Turquie (XVesiècle)
En Turquie, l'art traditionnel du papier marbré venu d'Asie mineure sous l'Empire ottoman porte le nom d’ebru, qui signifie « art des nuages ». Cet art se développe dès le XVe siècle.
Les couleurs sont naturelles, mêlées à du fiel de bœuf et déposées sur un bain d’eau épaissie par une colle végétale, comme de la gomme adragante. Pendant plusieurs siècles, il est très difficile d'obtenir un dessin figuré par cette technique. Il faut attendre les années 1910 pour que des calligraphes parviennent à marbrer des motifs floraux très réalistes.
L'ebru est inscrit depuis 2014 au patrimoine culturel immatériel de l'humanité.
En France, le relieur des rois Louis XIII et Louis XIV, Macé Ruette est considéré comme le premier à utiliser du papier marbré.